# Lijst van erebegraafplaatsen in Nederland
Hieronder volgt een (onvolledige) lijst van erebegraafplaatsen in Nederland.

## Nederland

### Erehof
- Erehof Bakhuizen;
- Erehof Barchem;
- Erehof Blokzijl
- Erehof Den Haag Kerkhoflaan
- Erehof Hattem;
- Erehof Hellendoorn;
- Erehof IJsselmuiden;
- Erehof Lemmer;
- Erehof Nijemirdum;
- Erehof Ommen;
- Erehof Oosterwolde;
- Erehof Raalte;
- Erehof Rouveen;
- Erehof Vollenhove;
- Erehof Ypecolsga;
- Erehof Zwolle (Bergklooster)

### Ereveld
- Ereveld Loenen;
- Ereveld Stoottroepen;
- Ereveld Amersfoort;
- Sovjet Ereveld Leusden;
- Ereveld van het Gemenebest van Naties op de Algemene begraafplaats Den Burg (Texel);

### Erebegraafplaats
- Eerebegraafplaats Bloemendaal;
- Erebegraafplaats Ede;
- Erebegraafplaats Hoge Berg Texel;

### Overigen
- Airborne War Cemetery;
- Militair ereveld Grebbeberg;
- Groesbeek Canadian War Cemetery;
- Netherlands American Cemetery and Memorial;
- Mook War Cemetery;
- Mierlo War Cemetery;
- Nederweert War Cemetery;
- Holten Canadian War Cemetery.